# 2013年PGA錦標賽
2013年PGA錦標賽是第95屆PGA錦標賽，於8月8日至8月11日在紐約州羅徹斯特匹茲弗郊區橡丘鄉村俱樂部舉辦。比賽結果為詹森·杜夫納奪得該屆冠軍，而吉姆·弗里克則以兩桿之差排行第二名。

## 外部來源
- （英文） 2013 PGA Championship（页面存档备份，存于）
- （英文） The Official Home of The PGA of America（页面存档备份，存于）
- （英文） PGA Championship
- （英文） 2013 PGA Championship at Oak Hill Country Club
- （英文） 2013 PGA Championship （页面存档备份，存于）

| 前任： 2013年英國高爾夫球公開賽 | 四大賽 | 繼任： 2014年美國名人賽 |